# La Jornada
La Jornada (deutsch: „Der Werktag“) ist eine der wichtigsten Zeitungen der mexikanischen Hauptstadt Mexiko-Stadt.
Die Zeitung wurde 1984 von Carlos Payán Velver gegründet; ihre derzeitige Herausgeberin (Directora General) ist Carmen Lira Saade. La Jornada ist in sieben Bundesstaaten Mexikos mit Lokalredaktionen präsent: Guerrero, Jalisco, Michoacán, Morelos, San Luis Potosí, Puebla und Veracruz (La Jornada de Oriente). Die Redaktion von La Jornada versteht sich als linksgerichtet („progresista“).
In der Lateinamerika-Zeitschrift der Bischöflichen Aktion Adveniat wurde La Jornada 2022 kritisiert, La Jornada hatte demnach unkritisch die Verlautbarung der russischen Regierung zum Massaker von Butscha (welche sie als Inszenierung bezeichnete) übernommen. Dies wurde auch auf die Bedeutung von Russia Today in der Region zurückgeführt. La Jornada hatte in dem kritisierten Artikel am 4. April die Position von Putin im Titel dargestellt. Erst danach folgte im Artikel die Position von unter anderem Zelensky.